# Iris (співачка)
Лау́ра ван ден Брейль (нід. Laura van den Bruel, відоміша як Іріс або Айріс (нід. Iris, Airis); нар. 1995 року, Моркговен, Бельгія) — бельгійська співачка, представниця Бельгії на пісенному конкурсі «Євробачення 2012».

## Біографія
Лаура народилася в невеликому бельгійської селі Моркговен, на півночі країни. Співати Іріс почала з 15 років, випустивши 2010 року дебютний сингл «Wonderful», який зробив її відомою у себе на батьківщині.
Бельгійська телерадіокомпанія, яка проводила внутрішній відбір на конкурс, 18 листопада 2011 року обрала Лауру як представника Бельгії на щорічному пісенному конкурсі Євробачення, який відбувся в Баку. 17 березня було оголошено, що співачка виконає пісню «Would you». За результатами першого півфіналу, який відбувся 22 травня 2012 року, співачка не пройшла до фіналу конкурсу.

## Дискографія

### Сингли
- Wonderful (2010)